# علجوم ظؤور
علجوم ظؤور (الاسم العلمي Alytes) جنس ضفادع من فصيلة الضفاجيات. توجد أغلبها في شمال أوروبا وشمال غرب أفريقيا. ومن سمات هذه الضفادع هي الرعاية الأبوية: الذكور تحمل سلسلة من البويضات المخصبة على ظهورها، ومن هنا جاء اسم «ظؤور».